# Lahmar
Lahmar ou El Ahmar est une commune de la wilaya de Béchar en Algérie.

## Géographie

### Situation
Le territoire de la commune de Lahmar est situé au nord de la wilaya de Béchar. Son chef lieu est situé à 37 km au nord de Béchar.
| Boukais | Mougheul        | Béchar |
| Boukais | Lahmar          | Béchar |
| Kenadsa | Kenadsa, Béchar | Béchar |

### Localités de la commune
Lors du découpage administratif de 1984, la commune de Lahmar est constituée des localités suivantes : Lahmar et Sfissifa.

## Histoire
Elle devient une commune de plein exercice le 12 décembre 1958 sous le nom de commune des Ksours du Nord.